# IV. třída okresu Rychnov nad Kněžnou 2007/2008
V utkáních IV. třídy okresu Rychnov nad Kněžnou 2007/2008, jedné ze skupin 10. nejvyšší fotbalové soutěže v Česku, se utkalo 11 týmů dvoukolovým systémem podzim – jaro. Tento ročník začal v srpnu 2007 a skončil v červnu 2008.
Postup do III. třídy okresu Rychnov nad Kněžnou 2008/2009 si zajistil první tým FK Kostelec nad Orlicí „B“. Nikdo nesestupoval, jedná se o nejnižší soutěž.

## Konečná tabulka IV. třídy okresu Rychnov nad Kněžnou 2007/08
| Poř. | Tým                                  | Z  | V  | R | P  | VG | OG | B  |
| ---- | ------------------------------------ | -- | -- | - | -- | -- | -- | -- |
| 1.   | FK Kostelec nad Orlicí „B“           | 20 | 15 | 1 | 4  | 56 | 25 | 46 |
| 2.   | TK Čermná nad Orlicí                 | 20 | 14 | 0 | 6  | 53 | 28 | 42 |
| 3.   | TJ Sokol Lípa nad Orlicí „B“         | 20 | 12 | 2 | 6  | 52 | 28 | 38 |
| 4.   | TJ START Olešnice v Orlických horách | 20 | 10 | 1 | 9  | 51 | 49 | 31 |
| 5.   | FO Křovice                           | 20 | 9  | 3 | 8  | 24 | 28 | 30 |
| 6.   | Sokol Černíkovice „C“                | 20 | 8  | 5 | 7  | 37 | 35 | 29 |
| 7.   | TJ Sokol Javornice „B“               | 20 | 8  | 1 | 11 | 43 | 40 | 25 |
| 8.   | TJ Dobruška „C“                      | 20 | 7  | 3 | 10 | 33 | 40 | 24 |
| 9.   | TJ Baník Vamberk „B“                 | 20 | 6  | 5 | 9  | 28 | 43 | 23 |
| 10.  | SK Dobré „B“                         | 20 | 6  | 2 | 12 | 29 | 60 | 20 |
| 11.  | Sokol Kostelecká Lhota „B“           | 20 | 3  | 1 | 16 | 27 | 57 | 10 |

Poznámky:
- Z = Odehrané zápasy; V = Vítězství; R = Remízy; P = Prohry; VG = Vstřelené góly; OG = Obdržené góly; B = Body; (S) = Mužstvo sestoupivší z vyšší soutěže; (N) = Mužstvo postoupivší z nižší soutěže (nováček)

|  | Postup do III. třídy okresu Rychnov nad Kněžnou 2008/2009 |